# Michel Mulloy
Michel Mulloy (* 20. Mai 1954 in Mobridge, South Dakota) ist ein US-amerikanischer römisch-katholischer Geistlicher. Im Juni 2020 wurde er zum Bischof von Duluth ernannt, trat aber wenig später von diesem Amt zurück.

## Leben
Michel Mulloy besuchte die Beadle and Freeman Davis Elementary School in Mobridge sowie die Mobridge High School und die O’Gorman High School in Sioux Falls. Anschließend studierte er Philosophie und Katholische Theologie an der Saint Mary’s University of Minnesota in Winona und am Priesterseminar in Saint Paul. Mulloy empfing am 8. Juni 1979 das Sakrament der Priesterweihe für das Bistum Sioux Falls.
Nach der Priesterweihe war Michel Mulloy zunächst als Pfarrvikar an der Cathedral of Our Lady of Perpetual Help im Bistum Rapid City tätig, bevor er 1981 Pfarrvikar der Pfarrei Christ the King in Sioux Falls wurde. 1983 wurde er Pfarradministrator der Pfarrei Saint Joseph in Faith.
Nachdem Mulloy in den Klerus des Bistums Rapid City inkardiniert wurde, war er ab 1986 als Pfarrer der Pfarrei Saint Joseph in Faith tätig. Von 1989 bis 1992 war er Pfarrer der Pfarrei Saint Francis of Assisi in Sturgis. 1996 wurde Mulloy Pfarrer der Pfarrei Blessed Sacrament in Rapid City. Von 2004 bis 2016 war Michel Mulloy Pfarrer der Cathedral of Our Lady of Perpetual Help in Rapid City, bevor er Pfarrer der Pfarreien Saint Bernard in McLaughlin, Assumption in Kenel, Saint Aloysius in Bullhead und Saint Bede in Wakpala wurde. Ab 2017 war er Verantwortlicher für die Berufungspastoral sowie Generalvikar und Mitglied des Konsultorenkollegiums des Bistums Rapid City. 2019 wurde Michel Mulloy Diözesanadministrator des Bistums Rapid City.
Am 19. Juni 2020 ernannte ihn Papst Franziskus zum Bischof von Duluth. Papst Franziskus nahm am 7. September 2020 den von Michel Mulloy vorgebrachten Verzicht auf dieses Amt an. Hintergrund ist, dass gegenüber dem Bistum Rapid City im August 2020 der Vorwurf erhoben wurde, Michel Mulloy habe in den frühen 1980er-Jahren eine minderjährige Person sexuell missbraucht. Die Bischofsweihe hätte nur knapp drei Wochen später, am 1. Oktober 2020, stattfinden sollen.